# Банда «санитаров»
Банда «санитаров» — жестокая бандитская группировка, действовавшая в 1980 — 1981 годах в Ростове-на-Дону. Своё название получила из-за того, что её участники совершали преступления под видом медработников.

## Предыстория
Один из лидеров банды Зафас Барцис в юности жил в Абхазии. Его отец был директором Центрального рынка в Сухуми. Зафас попал в плохую компанию, попробовал принимать наркотики. Узнав об этом, его отец отправил сына учиться в Ростов-на-Дону, подальше от дома. Барцис окончил институт и стал работать прорабом. Многие из его бывших приятелей к тому времени стали наркоманами и попали в тюрьму.
Барцис вступил в преступную группировку, которую возглавлял Хочерес Семенович Косиян (1925 г. р.). Группировка занималась наркоторговлей и незаконной предпринимательской деятельностью. Наркотики в Ростов-на-Дону поставлялись через врачей, все поставки и покупатели были засекречены. В группировке была строгая дисциплина. Одна часть группировки, состоявшая практически из одних наркоманов, занималась грабежами и разбоями. Связь между этими бандитами, возглавляемыми Барцисом, и лидером группировки Косеяном осуществлялась через неоднократно судимого, находящегося во всесоюзном розыске Мовсеса Айвазяна (1939 г. р.).

## Преступная деятельность
5 февраля 1980 года несколько бандитов совершили налет на квартиру жительницы Ростова-на-Дону Слепаковой, занимавшейся перепродажей вещей. Позвонив в дверь и подождав, когда им откроют, бандиты ворвались в квартиру. В это время кроме хозяйки там находились её беременная дочь и соседка. Бандиты убили Слепакову и её дочь, а соседка успела спастись, спрятавшись на балконе. Похитив ценные вещи, убийцы скрылись.
Расследование двойного убийства осложнялось тем, что среди покупателей Слепаковой были влиятельные люди. Они оказывали сильное давление на следователя, занимавшегося делом об убийстве, пытаясь заставить его прекратить расследование.
Позже бандиты совершили ряд разбойных нападений на квартиры работников торговли, перекупщиков и цеховиков. При этом, заставляя людей выдать ценности и деньги, «санитары» избивали и пытали своих жертв.
26 февраля 1981 года «санитары» совершили нападение на квартиру директора овощного магазина. Бандиты в белых халатах проникли в квартиру, избили жену директора, похитили ценности и скрылись. 5 марта бандиты опять под видом санитаров проникли в еще одну квартиру и, угрожая хозяйке квартиры ножом и пистолетом, заставили её отдать деньги и ценности.
Через неделю бандиты совершили ограбление квартиры, при этом подвергнув пыткам и убив её хозяйку. На этот раз они были без белых халатов. Муж убитой, бывший спекулянтом, отказался сотрудничать со следствием.
В Ростове-на-Дону стали распространяться слухи о банде, её участников прозвали «санитарами». А люди, занимавшиеся незаконной деятельностью, стали опасаться людей в белых халатах.
Позже бандиты совершили убийство и ограбление пенсионерки. Проникнув в её дом под благовидным предлогом, бандиты долго пытали женщину, после чего убили её.
Один из бандитов совершил заказное убийство цеховика в Сухуми. За это ему должны были заплатить 50 тысяч рублей.

## Аресты, следствие и суд
В записной книжке убитой Слепаковой было имя «Зафас». Милиционеры вышли на Барциса. Позже было выяснено, что двое приятелей Барциса — студенты-медики. Следя за Барцисом, милиционеры вышли на Айвазяна. Были задержаны двое врачей, пытавшихся продать наркотики. В общей сложности по делу «санитаров» было задержано более 40 подозреваемых. Но из-за утечки информации многие участники группировки успели скрыться. Задержания бандитов происходили не только в Ростове-на-Дону, но и в Волгограде, Сухуми и Кемерово (где был взят Айвазян).
Влиятельные покровители банды не оставляли попыток помешать следствию. Уголовные дела бандитов стали разваливаться якобы за недостатком улик. В итоге судом один из участников банды был приговорен к смертной казни, Косиян получил 15 лет заключения, еще двое бандитов — по 14 лет. Барцис был осужден на девять лет лишения свободы.